# 阿爾加亞什區

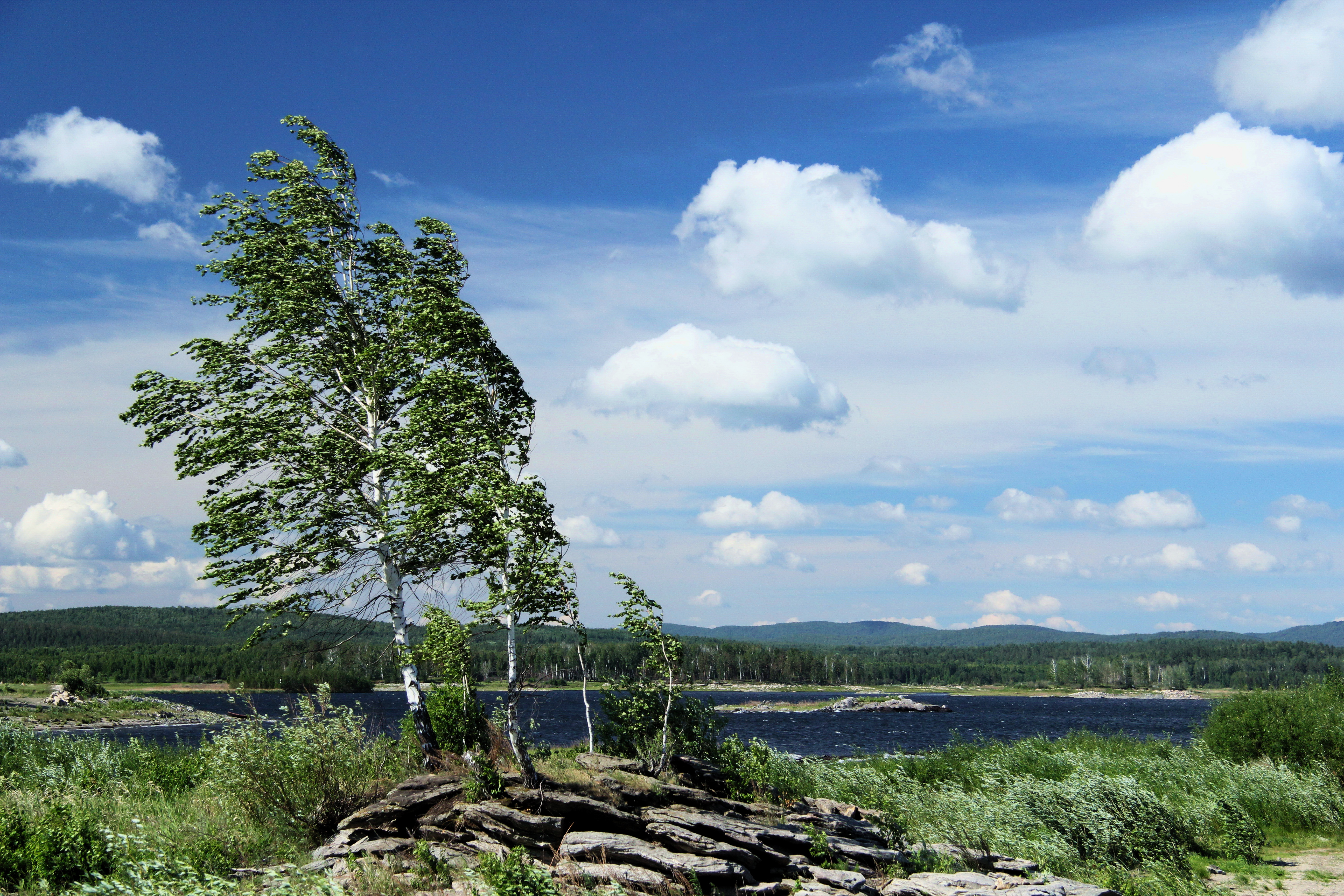

55°29′19″N 60°52′38″E / 55.48861°N 60.87722°E
阿爾加亞什區（俄语：Аргаяшский район），是俄羅斯的一個區，位於該國西南部，由車里雅賓斯克州負責管轄，面積2,791平方公里，2010年人口41,387，人口密度每平方公里14.83人。